# Rethonvillers
Rethonvillers település Franciaországban, Somme megyében. Lakosainak száma 341 fő (2022. január 1.). Rethonvillers Billancourt, Champien, Crémery, Étalon, Gruny, Herly és Marché-Allouarde községekkel határos.

## Népesség
A település népessége az elmúlt években az alábbi módon változott:
| Lakosok száma | 353  | 356  | 364  | 366  | 358  | 351  | 343  | 341  | 341  |
|               | 2013 | 2015 | 2016 | 2017 | 2018 | 2019 | 2020 | 2021 | 2022 |